# 春夏秋冬 (NIKIIEの曲)
「春夏秋冬」（しゅんかしゅうとう）は、NIKIIEの1枚目のシングル。

## 解説
2010年12月1日発売。全作詞作曲はNIKIIE。本作がメジャーデビュー作となる。

## 収録曲
1. 春夏秋冬　
  - 編曲：根岸孝旨
  - 日本テレビ系『ハッピーMusic』POWER PLAY
  - 日本テレビ系『音龍門』Baby Dragon's Gate
  - ANA『誘うドラマ』キャンペーンソング
  - 長崎国際テレビ『MUSIC PROGRAM AIR』オープニングテーマ
2. 幻想フォルム   
  - 編曲：根岸孝旨
  - テレビ東京系ドラマ『モリのアサガオ 新人刑務官と或る死刑囚「絆」の物語』オープニングテーマ
3. オトナコドモ 
  - 編曲：中島ノブユキ